# Haidlas
Haidlas ist ein Gemeindeteil der Stadt Gefrees im Landkreis Bayreuth (Oberfranken, Bayern). Haidlas liegt in der Gemarkung Kornbach.

## Geografie
Der Weiler liegt auf dem Fichtelgebirge in einer Rodungsinsel und ist vom Weißenstadter Forst-Süd und dem Bischofsgrüner Forst umgeben. Westlich des Ortes sind einige Weiher; hier entspringen Nebenflüsse des Kornbachs. Eine Anliegerstraße führt 1,2 km nordwestlich zur Staatsstraße 2180 800 Meter östlich von Kornbach.

## Geschichte
Der Ort wurde im Jahr 1346 als „Haidleins“ erstmals urkundlich erwähnt.
Gegen Ende des 18. Jahrhunderts bestand Haidlas aus 3 Anwesen. Die Hochgerichtsbarkeit und die Dorf- und Gemeindeherrschaft stand dem bayreuthischen Stadtvogteiamt Weißenstadt zu. Das bayreuthische Kastenamt Wunsiedel war Grundherr der drei Halbhöfe.
Von 1797 bis 1810 unterstand Haidlas dem Justiz- und Kammeramt Wunsiedel. Infolge des Ersten Gemeindeedikts wurde Haidlas dem 1811 gebildeten Steuerdistrikt Zettlitz und der 1812 entstandenen Ruralgemeinde Kornbach zugewiesen. Im Zuge der Gebietsreform in Bayern wurde Haidlas am 1. Juli 1972 nach Gefrees eingemeindet.

### Einwohnerentwicklung
| Jahr      | 001812 | 001819 | 001861 | 001871 | 001885 | 001900 | 001925 | 001950 | 001961 | 001970 | 001987 |
| Einwohner | 36     | 39     | 44     | 38     | 36     | 37     | 30     | 27     | 21     | 25     | 16     |
| Häuser    | 6      |        |        |        | 6      | 6      | 6      | 5      | 5      |        | 5      |
| Quelle    | [ 7 ]  | [ 10 ] | [ 11 ] | [ 12 ] | [ 13 ] | [ 14 ] | [ 15 ] | [ 16 ] | [ 17 ] | [ 18 ] | [ 1 ]  |

## Religion
Haidlas war ursprünglich nach St. Matthäus (Bischofsgrün) gepfarrt und ist seit der Reformation ist der Ort evangelisch-lutherisch geprägt. Seit dem 19. Jahrhundert ist die Pfarrei St. Johannes der Täufer (Gefrees) zuständig.